# Khirbet el-Fityan
Khirbet el-Fityan (arabisch: Khirbat, Chirba = Ruinenstätte) ist ein spätrömisches Militärlager, dessen Besatzung für rückwärtige Sicherungs- und Überwachungsaufgaben am Limes Arabiae et Palaestinae in der spätantiken Provinz Arabia zuständig war. Die teilweise erhalten gebliebenen Baureste der Fortifikation befinden sich auf dem Kerak-Plateau, 1,50 Kilometer nordwestlich des Legionslagers Betthorus, das sich wiederum rund 20 Kilometer östlich der jordanischen Stadt Kerak im Gouvernement al-Karak befindet.

## Lage

### Vorrömische Nutzung des Areals
Bereits vor der Errichtung des Kastells bestand an dessen späterem Standort eine eisenzeitliche Struktur unbekannter Art. So gründet die westlich Kurtine nach Ausweis von wissenschaftlichen Grabungen in den Jahren 1980 und 1985 über einem Wall der Eisenzeit II (1000–586 v. Chr.). Zudem waren bei vorausgehenden Feldbegehungen auf dem Kastellgelände entsprechende eisenzeitliche Scherben aufgelesen worden. Des Weiteren kam bei den genannten Grabungen ebenfalls Keramik der Eisenzeit II teils auch vermischt mit wenigen frühbronzezeitlichen Scherben und römerzeitlichem Material, darunter frührömische nabatäische Ware, zu Tage. Zwar konnten die Archäologen 1980 und 1985 aufgrund der schlechten Befundlage nur spekulieren, was hier lange vor Ankunft der Römer für Baulichkeiten gestanden haben mögen, doch vermuteten sie eine eisenzeitliche Festung. Bemerkenswert ist auch, dass von allen militärischen Garnisonsorten in dieser Region ausschließlich Khirbet el-Fityan auch nabatäische Besiedlungsspuren aufweist.

### Der Römische Garnisonsort
Das Kastell Khirbet el-Fityan liegt auf am Rande eines Abhangs über dem mehr als 70 Meter tief eingegrabenen Wadi Lejjun. Da die Anlage sehr nahe am Scheitelpunkt eines Prallhangs errichtet wurde, ist die dem Wadi zugewandte südliche Wehrmauer der fluviatilen Erosion zum Opfer gefallen. Die römischen Konstrukteure haben die Örtlichkeit der Fortifikation mit Bedacht auf eine exzellente Fernsicht hin zur westlichen jordanischen Wüste ausgerichtet. Der vor Ort tätige amerikanische Provinzialrömische Archäologe Samuel Thomas Parker (1950–2021) sprach in dieser Hinsicht „vom besten Blick auf die umgebende Topographie in der gesamten Region“. Zudem sollte die Besatzung des Kastells den Zugang durch das Wadi kontrollieren können. Dabei sind die drei erhalten gebliebenen Tore in den Flanken der ein ungerades Rechteck beschreibenden Umwehrung genau auf die Haupthimmelsrichtungen hin orientiert. Da das nahe Legionslager selbst unvorteilhaft in einer Ebene bei der strategisch bedeutenden Quelle von Ain Lejjun entstanden ist, wird Khirbet el-Fityan durch seine günstige Lage zusammen mit den nahe gelegenen Wachtürmen wohl die Rolle der militärischen „Augen und Ohren“ für das Legionslager übernommen haben. Zudem konnten die Einsatzkräfte der Grenzschutzkommandos auf den Wachtürme über Khirbet el-Fityan mit Betthorus kommunizieren.
Parker ging davon aus, dass Khirbet el-Fityan der zentrale Dreh- und Angelpunkt in einem komplexen Netzwerk aus Überwachungs- und Nachrichtensystemen gewesen ist. Im Jahr 1982 hatte eine experimentelle Überprüfung dieses Systems in der Nacht und am Tag durch Parker stattgefunden. Die britische Historikerin Patricia Southern kritisierte 1990 Parkers Experiment. Ihrer Meinung nach wäre es falsch, Khirbet el-Fityan als wichtige Relaisstation zu interpretieren. Sie war der Meinung, dass Parker die Raffinesse römischer Fernkommunikation überschätzen würde und Khirbet el-Fityan hauptsächlich in der Lage war, Befehle vom Legionslager Betthorus aus weiterzugeben, nicht aber, um als Sender und Empfänger zu wirken. Sie schätzte das System der meist zwischen fünf bis zehn Kilometer entfernten Wachtürme im Zentrum Jordaniens auch nicht als eine festgelegte Grenzlinie ein, sondern als Standorte eines Vorwarnsystems, das es nahen Truppen ermöglichte, einzugreifen. Leuchtfeuer in vorderster Linie an einer statischen Grenze machten für sie weniger Sinn, höchstens an einigen wenigen ausgesuchten Punkten und dann eher in der rückwärtigen Limeszone, da bei grenznahen Störungen in einer Leuchtfeuerkette keine Kommunikation von Turm zu Turm mehr möglich gewesen wäre.

## Forschungsgeschichte
Der Limes im heutigen Jordanien gehörte bis Anfang der 1980er Jahre zu den am wenigsten untersuchten Grenzregionen des Römischen Reiches. Im Jahr 1895 besuchte ein Freund des amerikanischen Biblischen Archäologen Frederick J. Bliss (1859–1937) den Fundort und beschrieb seine Beobachtungen in knappen Worten. Auch der französische Assumptionist und Byzantinist Siméon Vailhé (1873–1960) berichtete 1896 nur sehr kurz über Khirbet el-Fityan. Erst März 1897 wurde das Kastell während einer Forschungsreise von dem österreichischen Althistoriker Alfred von Domaszewski (1856–1927) und dem deutsch-amerikanischen Philologen Rudolf Ernst Brünnow (1858–1917) genauer untersucht, vermessen und photographiert. Im Herbst desselben Jahres kam der Dominikaner und Biblische Archäologe Louis-Hugues Vincent (1872–1960) an den Ort. Seine knappe Beschreibung enthielt jedoch im Gegensatz zu von Domaszewskis und Brünnows Untersuchungen einige Fehler.
Im Jahr 1976 war Parker mit dem Limes-Arabicus-Survey-Project erstmals vor Ort. Die Ausbeute seiner damaligen Feldbegehung erfasste jedoch lediglich 34 spätantike und frühbyzantinische Keramikscherben. Den ausschlaggebenden Beitrag zur modernen Erforschung des spätantiken Limes Arabicus leisteten die nachfolgenden Untersuchungen Parkers, der mit einer interdisziplinären Mannschaft aus Wissenschaftlern von 1980 bis 1989 archäologische Expeditionen unternahm. Als Leiter des Limes-Arabicus-Projects legte er dabei seinen Schwerpunkt auf den römischen Grenzverlauf in Zentraljordanien. Das Projekt wurde während der Forschungskampagnen der Jahre 1980 und 1982 hauptsächlich durch Zuschüsse des National Endowment for the Humanities finanziert, als weitere Unterstützer traten der jordanische Antikendienst, die North Carolina State University, das Dumbarton Oaks Center for Byzantine Studies und die American Philosophical Society auf. Weitere Fördermittel kamen von der National Geographic Society, der Samuel H. Kress Foundation und privaten Spendern. Zu Parkers Forschungsobjekten gehörte damals auch das Kastell Khirbet el-Fityan. Die erste Feldkampagne des Projekts fand vom 7. Juli bis 17. August 1980 statt und beinhaltete unter anderem archäologische Sondagen in Khirbet el-Fityan. Erst während der dritten Feldkampagne zwischen dem 8. Juni und 31. Juli 1885 wurden die Ausgrabungen am Kastell wiederaufgenommen und abgeschlossen. Die örtliche Grabungsleitung lag in der Hand der Archäologin Suzanne Richard, die damals an der Drew University, Madison, USA, beschäftigt war. Nach den Untersuchungen entstand ein erster Plan der Anlage.
Einen weiteren wichtigen Schritt zur Erforschung der östlichen römischen Wüstengrenze und ihrer Bauwerke lieferte die Auswertung historischer Luftbilder aus der ersten Hälfte des zwanzigsten Jahrhunderts. So wurde Khirbet el-Fityan beispielsweise 1937 während eines Aufklärungsfluges der Royal Air Force aufgenommen. Da nach dem Zweiten Weltkrieg jedoch lokale politische und militärische Einschränkungen zivile Luftbildaufnahmen in dieser Region zumeist verhinderten, waren systematische luftbildarchäologische Aufklärungen bis zum Ende des zwanzigsten Jahrhunderts nicht mehr möglich. Seit 1995 konnten sich die Archäologen bei der Erforschung der großen Zusammenhänge in dieser Limeszone jedoch zusätzlich auf ältere, inzwischen freigegebene Fotoarchive stützen, die durch die frühen US-Aufklärungssatelliten zwischen 1960 und 1972 angefertigt wurden. Dabei konnten auch Fotos rund um das Gebiet von Khirbet el-Fityan analysiert werden.
Wie der Archäologe Martin J. F. Fowler 2004 berichtete, war die Anlage „in der jüngsten Vergangenheit“ gezielten Abbrucharbeiten ausgesetzt, um mittels Steinraub Material zu entwenden.

## Baugeschichte

### Stratigraphien amLimes Arabicus
Parker stellte bei seinen Forschungsexpeditionen zum spätantiken Limes Arabicus ein stratigraphisches Schema auf, das der vereinfachten Zuordnung für die gesicherten römischen und byzantinischen Funde und Befunde diente.
| Stratum | Zeitstellung            | Ungefähre Datierung |
| ------- | ----------------------- | ------------------- |
| VI      | spätrömisch             | 284–324             |
| VB      | frühbyzantinisch I      | 324–363             |
| VA      | frühbyzantinisch II     | 363–400             |
| IV      | frühbyzantinisch III−IV | 400–502             |
| III     | spätbyzantinisch I−II   | 502–551             |

### Errichtung des Kastells
Die militärische Nutzung von Khirbet el-Fityan fällt bei dieser Zuordnung in die Zeit der spätrömischen bis maximal frühbyzantinischen Phase III−IV. Nach Ausweis der spätrömischen Keramikscherben aus dem Kastellareal entstand die Anlage wahrscheinlich zusammen mit dem nahen Legionslager um 300 n. Chr. Möglicherweise kann eine Vexillation der in Betthorus stationierten Legio IIII Martia als Stammtruppe angenommen werden.
Abweichend von den bekannten Meinungen zur Kastellgeschichte gingen der britische Provinzialrömische Archäologe David Leslie Kennedy und der Luftbildarchäologe Derrick Newton Riley (1915–1993) 1990 der Überlegung nach, in Khirbet el-Fityan einen möglichen kurzlebigen Vorläufer von Betthorus zu sehen, der nach der Stationierung der Legion möglicherweise nur noch kurz als Wachposten genutzt wurde. Ihrer Ansicht nach schien das Kastell nicht lange bis ins vierte Jahrhundert militärisch genutzt worden zu sein. Zu den anschließenden Äußerungen Kennedys und Rileys in Zusammenhang mit der Wasserversorgung lässt sich feststellen, dass ihnen die Existenz der beiden von Richard und Parker aufgenommenen Zisternen im Kastell unbekannt geblieben war.
Der Grundriss des Kastells beschreibt eine leicht trapezoide Form von 76,80 × 78,80 Metern (= ca. 0,60 Hektar). In den vier Ecken der Umfassungsmauer standen deutlich nach außen vorspringende, rechteckige Türme. Es konnte zudem mittig an der westlichen und südlichen Flanke je ein rechteckiger Zwischenturm festgestellt werden. Das mittig in der Prätorialfront errichtete Haupttor im Norden besaß eine einspurige Durchfahrt und wurde von zwei rechteckigen Tortürmen flankiert. Im westlichen Torturm konnte ein Treppenhaus nachgewiesen werden, das in die oberen Stockwerke führte. Nachweisbar war 1980 auch noch je eine kleine Pforte in der westlichen und eine in der östlichen Kurtine. Diese waren von früheren Forschern noch nicht entdeckt worden. Im südwestlichen Quadranten konnten zwei Zisternen nachgewiesen werden. In der Mitte des südlichen Abschnitts konnten Reste eines Einbaus festgestellt werden, der wie die beiden Einbauten im nördlichen Teilbereich des Kastellinneren als Baracken gedeutet werden. Richards und Parkers Untersuchungen ergaben, dass diese Baracken unmittelbar auf dem anstehenden Fels errichtet wurden und eine sichere Datierung zuließen, wohingegen der Zeitraum für die Errichtung der Umfassungsmauer des Kastells trotz archäologischer Nachgrabungen unbestimmt blieb. Aufgrund seiner vom Schema klassischer Quadriburgi in etlichen Bereichen abweichenden Bauform, gehört Khirbet el-Fityan noch nicht zu den unmittelbaren Vertretern dieser Kategorie.

### Ende der Anlage
Wann auch immer das militärische Ende der Fortifikation anzusetzen ist, kann festgehalten werden, dass dieses nachweislich vor der Auflassung des Legionslagers gekommen sein muss. Keine zeitlich bestimmbare Keramik aus Khirbet el-Fityan datiert später als in das fünfte Jahrhundert. So wird Khirbet el-Fityan genau wie der Qasr Bshir nicht später als um 500, wohl am Ende des fünften Jahrhunderts, von der Armee aufgelassen worden sein. Anschließend scheint anschließend eine zivile Besiedlung feststellbar zu sein. Mit einem schweren Erdbeben, das im Jahre 551 erfolgte, endete nicht nur die zivile Nachnutzung von Khirbet el-Fityan, sondern auch die in Betthorus. Dort war die Besatzung wohl zeitgleich mit denjenigen der anderen östlichen Garnisonsorte im Jahre 530 abgezogen worden.

### Keramische Untersuchung
Nachfolgend das von Parker und seiner Mannschaft 1976 geborgene keramische Fundmaterial. Es wurden insgesamt 207 Scherben aufgelesen, von denen 56 näher untersucht wurden.
| Anzahl       | Zeitstellung           | Bemerkung                  |
| ------------ | ---------------------- | -------------------------- |
| 11           | eisenzeitlich II       | ca. 900–539 v. Chr.        |
| 5            | frührömisch-nabatäisch | ca. 63 v. Chr.–135 n. Chr. |
| 1 (fraglich) | spätrömisch II-III     | ca. 193–284                |
| 30           | spätrömisch IV         | ca. 284–324                |
| 4            | frühbyzantinisch I-II  | ca. 324–400                |
| 2            | spätottomanisch        | ca. 1703–1918              |
| 3            | unbestimmt             |                            |